# American Dialect Society
L'American Dialect Society (ADS) è una società scientifica statunitense dedita allo studio della lingua inglese nel Nord America e delle altre lingue o dialetti di quel territorio che l'hanno influenzata.

## Storia
L'American Dialect Society venne fondata il 13 marzo 1889 per creare un dizionario contenente tutti i termini dialettali statunitensi. Dopo molti anni di ricerche, la società pubblicò, nel 1985, il primo volume del suo Dictionary of American Regional English. Dal 1990, l'ADS elegge, ogni anno, una parola della lingua inglese da essa considerata particolarmente significativa.